# Baltijski tjesnac
Baltijski tjesnac (rus. Балтийский пролив , polj. Cieśnina Piławska, njem. Pillauer Tief) je tjesnac koji omogućuje prolaz iz Baltičkog mora u bočatu Vislansku lagunu, koji se nalazi u Kalinjingradskoj oblasti, Rusija. Izgrađeni tjesnac odvaja Sambijski poluotok i Vislansku prevlaku, a nalazi se na sjeveroistočnoj strani lagune.

## Pomorski promet
Tjesnac je pomorska veza s otvorenog mora do važnih ruskih luka Baltijsk i Kalinjingrad u sjeveroistočnoj laguni, kao i do poljskih luka Elbląg, Braniewo, Tolkmicko, Frombork, Sztutowo, Krynica Morska i Nowa Pasłęka u jugoistočna laguna. Dana 17. rujna 2022. Poljska je otvorila novi kanal kroz Vislansku prevlaku, koji će omogućiti brodovima da uđu u poljsku luku Elbląg bez prolaska kroz Baltijski tjesnac.

### Ruska blokada
Međunarodna plovidba u Baltijskom tjesnacu uređena je režimom neškodljivog prolaza koji se ne može obustaviti prema Konvenciji Ujedinjenih naroda o pravu mora (slijepi tjesnac). Unatoč zakonu od 1990-ih, Rusija povremeno blokira plovidbu tjesnacem prema poljskim lukama.
Od 2006. Poljska razmatra mogućnost kopanja još jednog kanala preko Vislanske prevlake kako bi zaobišla ovo ograničenje. Kanal kroz Vislansku prevlaku počeo se graditi 2019., a otvoren je 2022.

## Povijest
Godine 1497. olujni val iskopao je novi prolaz, tada nazvan Neues [Pillauer] Tief ili Pillauer Seetief (Nova [Pillau] dubina, morska dubina Pillau), kroz Vistula Spit. Godine 1510. još jedan olujni val proširio je i produbio taj prolaz do plovnosti. Izmjerio je 550 metara u duljinu i 360 metara u širinu. Godine 1626. švedski kralj Gustav II. Adolf pristao je s 37 brodova uz gat, na mjesto koje je već bilo malo utvrđeno, pretvarajući ga u tvrđavu Pillau, i držao ga deset godina (do Stuhmsdorfskog mira), također kako bi izvršio pritisak na svog šurjaka Georgea Williama, vojvodu od Prusije i izbornog kneza Brandenburga, da ga podrži u Poljsko-švedskom ratu i Tridesetogodišnji rat. Šveđani su proširili susjedno selo Pillau i izgradili njegovo prvo mjesto bogoslužja, luteransku crkvu. Godine 1638. vojvoda je preselio svoju rezidenciju u obližnju kneževsku prijestolnicu Königsberg u Pruskoj.
Šezdesetih godina prošlog stoljeća gat je proširen i sada ima 400 metara u širinu i 12 metara u dubinu.

## Vanjske poveznice
|  | Zajednički poslužitelj ima još gradiva o temi Baltijski tjesnac |